# 馬爾圖克區
50°46′12″N 56°30′36″E / 50.77000°N 56.51000°E

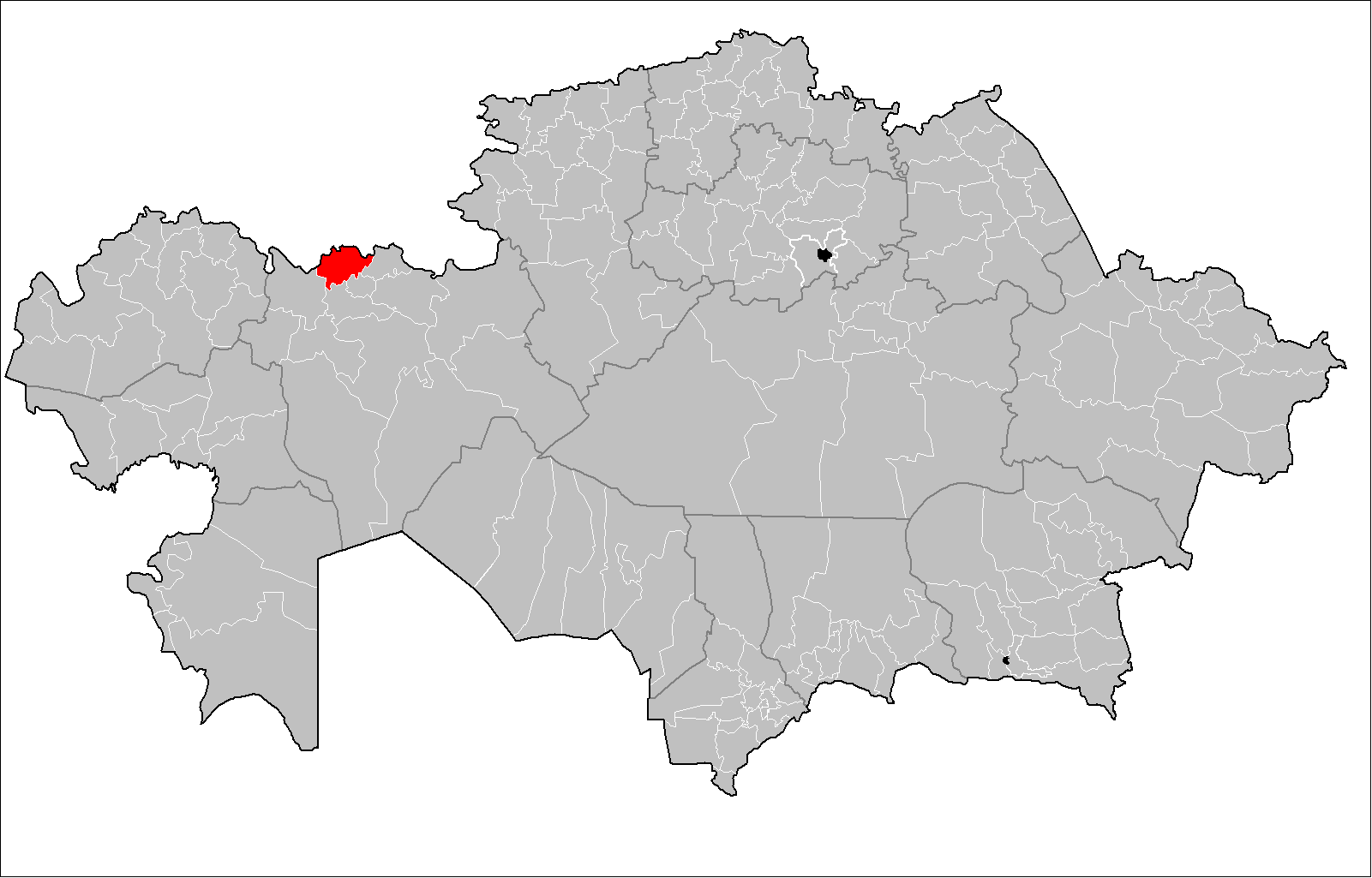

馬爾圖克區是哈薩克斯坦的行政區，位於該國中西部，由阿克托貝州負責管轄，首府設於馬爾圖克，始建於1935年，面積6,600平方公里，2019年人口29,980。